# Unheilig
Unheilig ist eine deutsche Musikgruppe aus Aachen, die 1999 um den Sänger und Songschreiber Der Graf entstand. Der größte Erfolg der Band ist das Album Große Freiheit aus dem Jahr 2010 mit der Single-Auskopplung Geboren um zu leben.

## Bandgeschichte

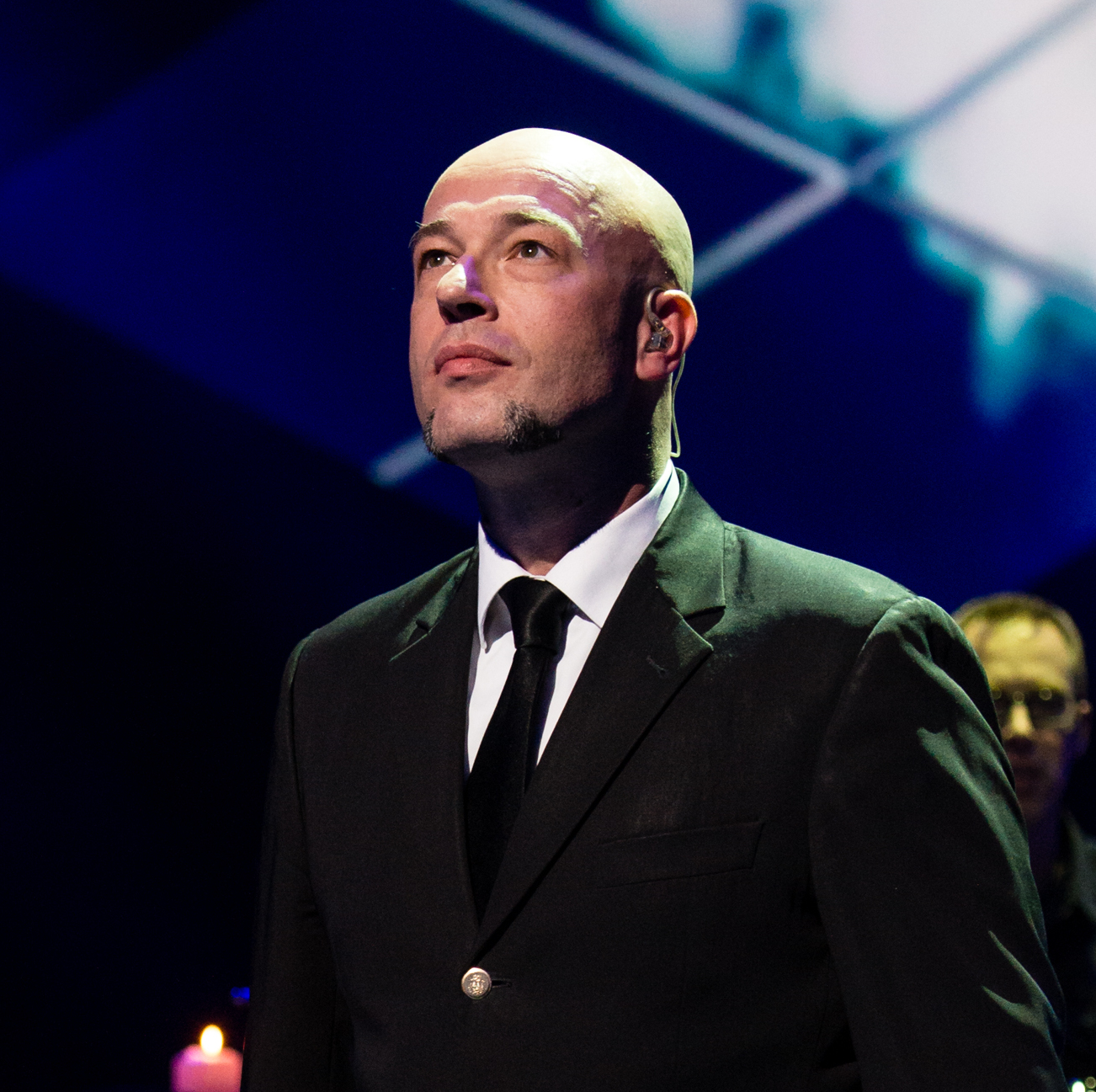
Frontmann Der Graf, 2014

Der Graf gründete Unheilig 1999 gemeinsam mit Grant Stevens und José Alvarez-Brill.

### 2000 bis 2005
Ein Jahr später wurde die Single Sage Ja! veröffentlicht, der im Februar 2001 das Debütalbum Phosphor mit einer musikalischen Mischung aus Elektronik und Rock folgte. 2001 gastierte die Band auf mehreren großen Festivals und Open-Air-Konzerten wie dem Zillo Open Air, dem Wave-Gotik-Treffen, dem Doomsday Festival und dem Woodstage Summer Open Air. Im Oktober 2002 erschien das Album Frohes Fest, auf dem klassische deutsche Weihnachtslieder interpretiert werden.
Ende 2002 trennte sich Der Graf aufgrund von Differenzen von den anderen Bandmitgliedern, dem Produzenten und der Plattenfirma; er entschloss sich, als Solokünstler weiterzumachen. Zunächst produzierte er die Musik von Unheilig als Sänger, Texter und Produzent in einer Person. Nur für Live-Auftritte griff er auf Gastmusiker zurück. Das dritte Studioalbum Das 2. Gebot wurde im April 2003 veröffentlicht. Fans konnten im Internet darüber abstimmen, welches Lied des Albums ausgekoppelt und in einer EP-Version produziert werden sollte. Das Ergebnis war Schutzengel mit vier bis dahin unveröffentlichten Liedern.
Zelluloid, das vierte Album von Unheilig, erschien Ende Februar 2004. Es folgte eine Deutschlandtournee zusammen mit der Band Terminal Choice. Erneut wurde mit Freiheit im Oktober 2004 eine EP nach einer Abstimmung veröffentlicht. Aus Mitschnitten von Konzerten wurde im Januar 2005 das Live-Doppelalbum Gastspiel veröffentlicht. Im selben Jahr erschien eine DVD mit Konzertaufnahmen, Musikvideos sowie Interviews.

### 2006 bis 2008
Im Januar 2006 wurde mit Moderne Zeiten das fünfte Studioalbum von Unheilig veröffentlicht. Das Konzept der Liedtexte sind Träume und ihre Verwirklichung. Wie bei den vorherigen Alben wurde – als Ergebnis einer Umfrage im Juni 2006 – die EP Astronaut ausgekoppelt. Auf der EP wurde auch Der Himmel über mir veröffentlicht, in dem Der Graf seine Religiosität und gleichzeitige Ablehnung der Kirche ausdrückt und die Gründe seines „Unheiligseins“ benennt.
Von Ende September bis Mitte Oktober 2006 tourte Unheilig zusammen mit Project Pitchfork. Ebenfalls im Oktober wurde in einer limitierten Auflage von 3000 Stück die Live-Doppel-CD Goldene Zeiten veröffentlicht. Kern dieses Albums ist ein Konzert aus dem Frühjahr 2006. Die geringe Konzertpräsenz im Jahr 2007 nutzte Unheilig für die Aufnahmen zum Album Puppenspiel. Im August 2007 spielte die Band beim Wacken Open Air. 2008 erschien unter dem Titel Unheilig – Ein Leben für die Musik eine 30-minütige Dokumentation über die Band, die im November 2008 auf DMAX ausgestrahlt wurde.

### 2010 bis 2011 –Große Freiheit
Im Februar 2010 erschien das Album Große Freiheit. Darauf enthalten ist die erste Single-Auskopplung Geboren um zu leben. Das Album erreichte direkt Platz 1 der deutschen Verkaufscharts und wurde zum größten Erfolg des Projektes. So verkaufte es sich bisher mehr als zwei Millionen Mal. War Unheilig in den Jahren zuvor vor allem in der Schwarzen Szene ein Begriff, erreichte das Album nun eine breitere Zuhörer- und Käuferschaft. Der Graf selbst sah sich nach wie vor als Teil der Schwarzen Szene, erklärte jedoch, seine Musik sei auch für Menschen außerhalb der Szene gedacht.
Die hohe Medienpräsenz und der poppige Charakter vieler neuer Lieder sorgten bei langjährigen Fans jedoch auch für Kritik. Von „Schlagertümelei“ oder „Massenkompatiblität“ ist dabei häufig die Rede. Kritik in diese Richtung kam auch von bekannten Musikern wie Alexander Wesselsky (Eisbrecher) oder Steve Naghavi (And One).

„Es ist seltsam, jahrelang haben mir die Menschen vermittelt, wie wichtig ihnen meine Musik ist, und dann ändere ich ein wenig mein Äußeres, lasse den schwarzen Nagellack und diese weißen Vampirkontaktlinsen weg, und plötzlich zählt meine Musik nicht mehr. Plötzlich sagt man: „Der singt jetzt kommerzielle Balladen. Der ist keiner mehr von uns.“ Ich verstehe das bis heute nicht. Wenn du die Akzeptanz der Leute nicht mehr hast, die du so lange kennst, dann tut das weh.“

Im Oktober 2010 siegte Unheilig beim Bundesvision Song Contest mit dem Lied Unter deiner Flagge. Im selben Jahr erhielt die Band den Musikpreis Bambi in der Kategorie Pop National. Das Album Große Freiheit wurde mit dem Echo 2011 als Album des Jahres ausgezeichnet. Zudem erhielt Unheilig den Preis in den Kategorien Gruppe Rock/Alternative national und Produzent/in/-enteam des Jahres. In der hundertsten Ausgabe der Ultimativen Chartshow unter dem Motto Deutschland wählt die Nr. 1 (Erstausstrahlung am 9. Dezember 2011) landete der Titel Geboren um zu leben auf dem zweiten Platz.

### 2012 bis 2013 –Lichter der Stadt
Im März 2012 veröffentlichte die Band das Album Lichter der Stadt, das Platz eins der Albumcharts in Deutschland, Österreich und der Schweiz erreichte. Bereits im Februar 2012 war aus dem Album die Single So wie du warst vorab ausgekoppelt worden. Sie schaffte es auf Platz 2 der deutschen Singlecharts. Als zweite Single erschien Lichter der Stadt. Hiermit erreichten sie in den deutschen Singlecharts Platz 31. Im Juni 2012 startete die Lichter der Stadt-Open-Air Tournee in Meppen. Im September 2012 erschien die gemeinsame Single Sonne mit Schiller. Es folgte die Single-Auskopplung des Songs Wie wir waren, den Unheilig gemeinsam mit Andreas Bourani aufgenommen hatte.
Im November 2012 wurde eine Winter Edition des Albums veröffentlicht, aus dem das Stück Stark, das für das Album neu aufgenommen worden war, als Single veröffentlicht wurde. Lichter der Stadt gelang daraufhin für eine Woche die Rückkehr an die Spitze der Albumcharts. 2013 erhielt Unheilig die Goldene Kamera 2013 in der Kategorie Beste Musik national. Laudatorin war Helene Fischer, die mit dem Grafen in der Helene Fischer Show ein Duett gesungen hatte.

### 2014 bis 2016

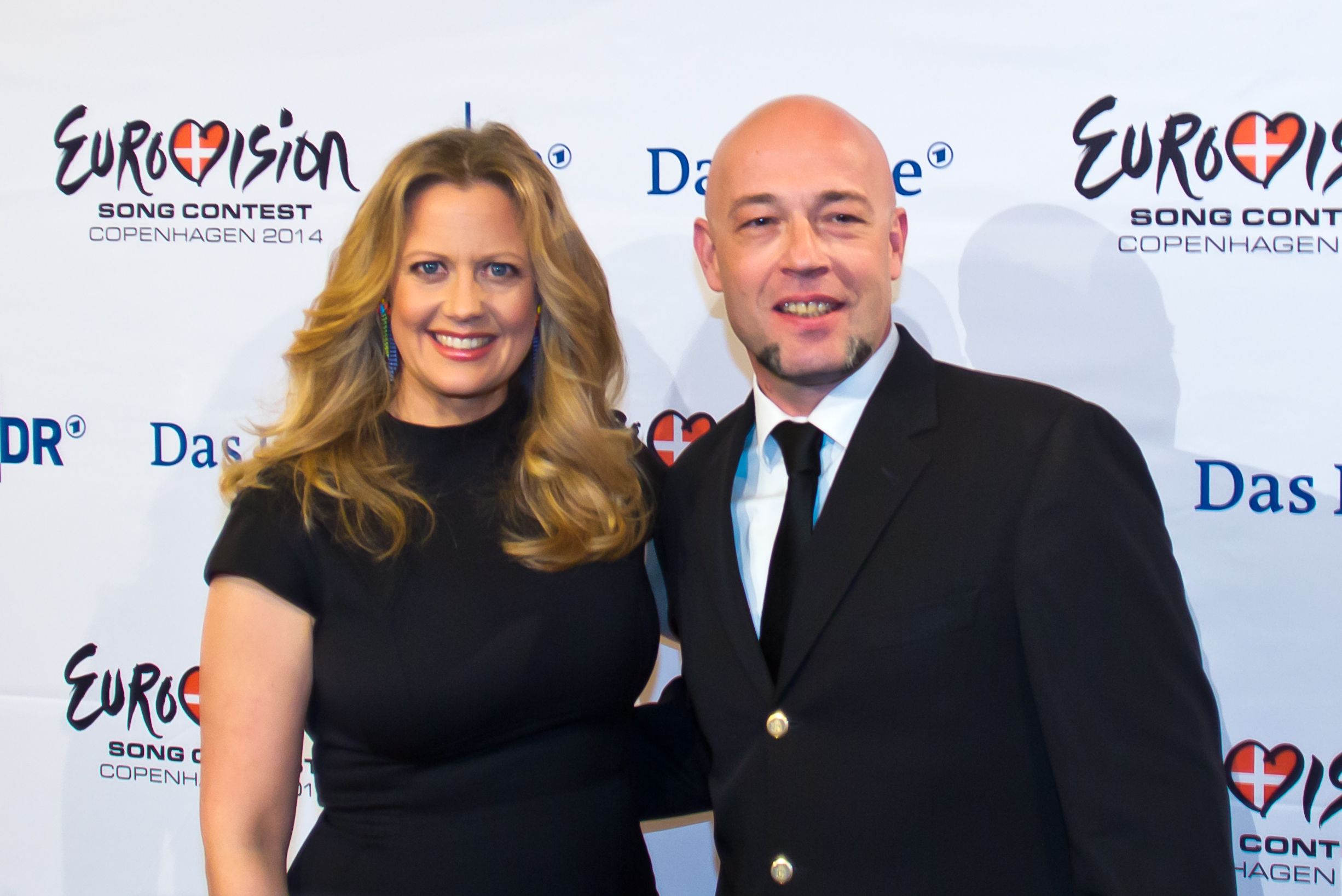
Der Graf mit Barbara Schöneberger bei Unser Song für Dänemark 2014

Im März 2014 nahm Unheilig mit Als wär’s das erste Mal und Wir sind alle wie eins an der Vorentscheidung zum Eurovision Song Contest teil und belegte dort den zweiten Platz hinter Elaiza mit Is It Right. Danach ging die Band mit einem Best-of-Album auf Tour.
Im Oktober 2014 gab Der Graf in einem offenen Brief an die Fans bekannt, nach der Veröffentlichung des für Dezember 2014 angekündigten Albums Gipfelstürmer und der darauffolgenden Tour das Projekt Unheilig zu beenden. Bereits im Vorfeld der für den 31. Oktober angekündigten Singleveröffentlichung von Zeit zu gehen erschien ein dazugehöriges Video auf YouTube mit Film- und Bildmaterial aus Dreharbeiten zu Musikvideos, Konzerten, Presseaufnahmen usw. als Zusammenschnitt.
Im November 2014 fand die Premiere des Albums in Form eines Konzertes in Zell am See statt, wo schon die Dreharbeiten zu Als wär’s das erste Mal und die der Musikvideos von Gipfelstürmer stattgefunden hatten. Das Album wurde im Dezember veröffentlicht. Im Juni 2015 erschienen das Album Gipfelstürmer Live, das die Zeit zu gehen-Tour dokumentierte. Im Dezember desselben Jahres erschien das Livealbum MTV Unplugged: Unter Dampf – Ohne Strom. Zwischen Mai und September 2016 folgte noch eine Open-Air-Tournee mit dem Titel Ein letztes Mal, die ihren Abschluss am 10. September im Rheinenergiestadion in Köln fand. Nachdem das vorherige Studioalbum Gipfelstürmer bereits als Abschiedsalbum angekündigt worden war, folgte noch vor Ende der Ein letztes Mal-Tour im August 2016 die Ankündigung eines weiteren, als „Abschlussalbum“ bezeichneten, Studioalbums mit Veröffentlichung im November 2016 unter dem Titel Von Mensch zu Mensch.

### 2016 bis 2024 – Unheilig ohne den Grafen
Mit Pures Gold – Best of Vol. 2 erschien im Oktober 2017 ein weiteres Best-of-Album und der Nachfolger von Alles hat seine Zeit – Best of Unheilig 1999–2014. Im Herbst 2017 gab Unheilig bekannt, anstatt mit dem Grafen zusammen mit The Dark Tenor auf Tour zu gehen. Dabei wurden im April 2018 gemeinsam Songs beider Bands aufgeführt.
Im Dezember 2020 veröffentlichte Universal unter dem Namen Unheilig mit Schattenland das zweite Boxset nach Schwarzes Gold 2000–2014. Das Boxset erschien auf 4.000 Exemplare limitiert, jedoch werden alle Songs der EPs auch digital angeboten. Es setzt sich aus allen zuvor eigenständig veröffentlichten EPs der Band zusammen. Darüber hinaus verfügt die Box über eine DVD sowie Merchandise-Produkte.
Im November 2021 erschien mit Lichterland ein weiteres Best-of-Album. Das Album besteht in seiner Standard-Edition aus 21 Titeln. Die Deluxe-Edition beinhaltet zusätzlich das Weihnachtsalbum Weihnachtslichter. Darüber hinaus erschien ein auf 6.000 Einheiten limitiertes Boxset, das um das Livealbum Das Abschiedskonzert Köln – 10. September 2016, eine 10″-Single sowie Merchandise-Produkte erweitert ist. Am 10. November 2023 erschien Weihnachtslichter als separate Doppel-LP.

### Seit 2025 – Die Wiedervereinigung
Am 5. Februar 2025 kündigte der Graf persönlich das Comeback von Unheilig noch für das gleiche Jahr an. Die Band werde in Originalbesetzung wieder ins Studio gehen und ein neues Studioalbum produzieren, welches Anfang 2026 erscheinen soll. Für den Herbst 2025 ist eine Tour angekündigt.

## Stil
Stilistisch bewegt sich Unheilig in zahlreichen Genres. Ursprünglich wurde die Gruppe der Neuen Deutschen Härte zugeordnet – eine Bezeichnung, die der Graf selbst als „zu martialisch“ bezeichnet hat. Spätestens seit dem Durchbruch mit Große Freiheit wird Unheilig auch zunehmend musikalisch wie textlich eine Nähe zum Schlager attestiert.
Noch vor dem großen Erfolg der Band, der spätestens nach dem Unheilig-Sieg beim Bundesvision Song Contest einsetzte, beklagten Szenegestalter wie Myk Jung und Michael Zöller die Hinwendung der Schwarzen Szene zu einem Schwarzen Schlager am Beispiel der Band. Auf dem 2015 erschienenen Unplugged-Album ist unter anderem die Schlagersängerin Helene Fischer als Gast zu hören, und für das 2016 erschienene Album Unendlich von Bernhard Brink schrieb der Graf zwei Stücke, einschließlich der Single Von hier bis zur Unendlichkeit. Enthält das erste Album Phosphor noch deutsche und englische Texte, sind die Lieder aller nachfolgenden Alben komplett auf Deutsch gehalten.

## Diskografie
Studioalben

| Jahr | Titel Musiklabel                           | Höchstplatzierung, Gesamtwochen, AuszeichnungChartplatzierungen (Jahr, Titel, Musiklabel, Platzierungen, Wochen, Auszeichnungen, Anmerkungen) | Höchstplatzierung, Gesamtwochen, AuszeichnungChartplatzierungen (Jahr, Titel, Musiklabel, Platzierungen, Wochen, Auszeichnungen, Anmerkungen) | Höchstplatzierung, Gesamtwochen, AuszeichnungChartplatzierungen (Jahr, Titel, Musiklabel, Platzierungen, Wochen, Auszeichnungen, Anmerkungen) | Anmerkungen                                                  |
| Jahr | Titel Musiklabel                           | DE | AT | CH | Anmerkungen                                                  |
| ---- | ------------------------------------------ | --- | --- | --- | ------------------------------------------------------------ |
| 2001 | Phosphor Bloodline (CMV)                   | — | — | — | Erstveröffentlichung: 19. März 2001                          |
| 2003 | Das 2. Gebot Four.Rock (Soulfood)          | — | — | — | Erstveröffentlichung: 7. April 2003                          |
| 2004 | Zelluloid Four.Rock (Soulfood)             | — | — | — | Erstveröffentlichung: 16. Februar 2004                       |
| 2006 | Moderne Zeiten Four.Rock (Soulfood)        | DE76 (1 Wo.)DE | — | — | Erstveröffentlichung: 20. Januar 2006                        |
| 2008 | Puppenspiel Four.Rock (Soulfood)           | DE13 Gold · (2 Wo.)DE | — | — | Erstveröffentlichung: 22. Februar 2008 Verkäufe: + 100.000   |
| 2010 | Große Freiheit Vertigo Records (UMG)       | DE1 ×9Neunfachplatin · (157 Wo.)DE | AT1 ×4Vierfachplatin · (117 Wo.)AT | CH3 ×2Doppelplatin · (109 Wo.)CH | Erstveröffentlichung: 19. Februar 2010 Verkäufe: + 2.000.000 |
| 2012 | Lichter der Stadt Vertigo Records (UMG)    | DE1 ×9Neunfachgold · (93 Wo.)DE | AT1 ×2Doppelplatin · (55 Wo.)AT | CH1 ×2Doppelplatin · (53 Wo.)CH | Erstveröffentlichung: 16. März 2012 Verkäufe: + 970.000      |
| 2014 | Gipfelstürmer Vertigo Records (UMG)        | DE1 ×5Fünffachgold · (56 Wo.)DE | AT2 Platin · (43 Wo.)AT | CH3 (41 Wo.)CH | Erstveröffentlichung: 12. Dezember 2014 Verkäufe: + 515.000  |
| 2016 | Von Mensch zu Mensch Vertigo Records (UMG) | DE1 Platin · (22 Wo.)DE | AT4 (19 Wo.)AT | CH3 (20 Wo.)CH | Erstveröffentlichung: 4. November 2016 Verkäufe: + 200.000   |

## Auszeichnungen
Bambi
- 2010: in der Kategorie Pop National

Bundesvision Song Contest
- 2010: Sieger (Unter deiner Flagge)

Comet
- 2011: in der Kategorie Bester Song (Geboren um zu leben)

Deutscher Musikautorenpreis
- 2011: in der Kategorie Erfolgreichstes Werk

Die Goldene Kamera
- 2013: in der Kategorie Beste Musik National

DIVA Award
- 2011: in der Kategorie Music Artist of the Year 2010
- 2011: in der Kategorie Der deutsche Musikpreis

ECHO Pop
- 2011: in der Kategorie Bestes Album (Große Freiheit)
- 2011: in der Kategorie Beste Gruppe Rock/Alternative national
- 2013: in der Kategorie Beste Gruppe Rock/Alternative national
- 2013: in der Kategorie Erfolgreichster nationaler Act im Ausland
- 2015: in der Kategorie Beste Gruppe Rock/Alternative national

Radio Regenbogen Award
- 2011: in der Kategorie Band National

Radiopreis Sieben
- 2012: in der Kategorie Live Act National

Swiss Music Award
- 2011: in der Kategorie Best Breaking Act International

Video Champion
- 2012: in der Kategorie Music Award